# Április 15.
Április 15. az év 105. (szökőévben 106.) napja a Gergely-naptár szerint. Az évből még 260 nap van hátra.
Névnapok: Anasztázia, Tas + Aldó, Atala, Cézár, Neste, Neszta, Nyeste, Oktávia

## Események

### Politikai események
- 1375 – Az egyiptomi csapatok elfoglalják Kis-Örményország fővárosát, Sziszt, és az ország uralkodóját, V. Leó örmény királyt, feleségét, Soissons Margit királynét és lányukat, Lusignan Mária hercegnőt Kairóba internálják. Ezzel hosszú időre megszűnik az Örmény Állam.
- 1849 – Ferenc József a leváltott Windisch-Grätz helyére Ludwig von Welden táborszernagyot nevezi ki a magyarországi császári és királyi hadsereg élére.
- 1940 – A Szlovák Köztársaságban törvényt hoznak a zsidó tulajdon „árjásításáról” és ezzel kezdetét veszi az ún. „arizálás”, melynek célja a szlovákiai zsidóság gazdasági tönkretétele.
- 1958 – A Magyar Forradalmi Munkás-Paraszt Kormány 29/1958. sz. rendeletével feloldja a magánszemélyek használt személygépkocsi-tartásának engedélyhez kötöttségét és az üzemanyag-jegyrendszert (Magyarországon ekkor 700 db magánautó üzemel.)
- 1961 – Az amerikai légierő bombázza Havannát.
- 1963 – A TV Maci első vetítése.
- 1986 – Az „El Dorado Canyon” hadművelet: Az Egyesült Államok légiereje 200 harci géppel légitámadást intéz Tripoli és Bengázi ellen, megtorlásul az április 5-én Nyugat-Berlinben elkövetett bombamerényletért, amelyért az Egyesült Államok Muammar al-Kaddafi líbiai vezetőt tette felelőssé.XVI. Benedek pápa Washingtonban

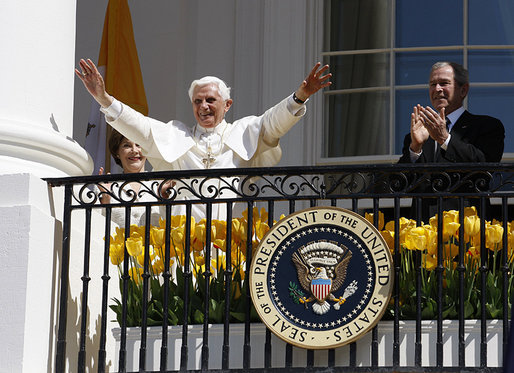
XVI. Benedek pápa Washingtonban

- 1991 – Albániában megalakul az ország történetének első, demokratikusan megválasztott többpárti parlamentje
- 2000 – Szabó János honvédelmi miniszter megalapítja a Magyar Honvédség Őr- és Biztosító Zászlóaljat.
- 2008 – Hatnapos látogatásra az Egyesült Államokba érkezik XVI. Benedek pápa.
- 2009 – Moldovában megkezdik az 5-i parlamenti választásokon leadott szavazatok újraszámlálását.[1]
- 2013 – Kettős bombamerénylet a Boston Marathon futóverseny résztvevői és nézői ellen.[2]
- 2020 – Parlamenti választás Dél-Koreában, amelyen a baloldali liberális Demokrata Párt (DP) szerezte meg a többséget (163 mandátummal) a 300 fős törvényhozásban.[3]

### Tudományos és gazdasági események
- 1892 – Létrejön a világ egyik legnagyobb cége, a Magyarországon is érdekeltségekkel rendelkező The General Electric Company.
- 1923 – Először érhető el nyilvánosan az inzulin, amelyet a cukorbetegek használnak.
- 1955 – Megnyílik az első McDonald’s étterem Des Plaines városában, Illinois államban.
- 2009 – A Magyar Nemzeti Bank új biztonsági elemekkel ellátott bankjegyeket bocsát ki.[4]

### Kulturális események

#### Irodalmi, színházi és filmes események
- 1927 – Douglas Fairbanks, Mary Pickford, Norma és Constance Talmadge elsőként hagyják betonba öntött lábnyomukat a hollywoodi Chinese Theater előtt, a hírességek sétányán.
- 2003 – Ünnepélyes megnyitó keretén belül megnyitják az Illyés Gyula Archívum és Műhelyet.[5]

### Sportesemények
Formula–1
- 2001 –  San Marinó-i Nagydíj, Imola - Győztes: Ralf Schumacher  (Williams BMW)
- 2007 –  bahreini nagydíj, Sakhir - Győztes: Felipe Massa  (Ferrari)
- 2012 –  kínai nagydíj, Sanghaj - Győztes: Nico Rosberg  (Mercedes)
- 2018 –  kínai nagydíj, Sanghaj  - Győztes: Daniel Ricciardo  (Red Bull-TAG Heuer)

### Egyéb események
- 1209 Assisi Szent Ferenc megalapítja a Ferences rendet
- 1912 – Az Atlanti-óceánon 2:20 perckor elsüllyed a Titanic luxushajó, mely előző éjjel jéghegynek ütközött, 150 kilométerrel Új-Fundland partjai előtt. 1517 utas veszíti életét.
- 1989 – A sheffieldi Hillsborough stadionban a Liverpool FC–Nottingham Forest FC FA Kupa mérkőzésen a jegy nélkül bejutók nagy száma miatt tömegszerencsétlenség történik. Az állóhelyekről a pálya felé nyomuló tömeg a kerítéshez préseli az elöl állókat. 96-an életüket vesztik, a súlyos sérültek száma több mint 200.
- 2019 – Tűz a párizsi Notre-Dame-székesegyházban.

## Születések
- 1452 – Leonardo da Vinci itáliai reneszánsz festőművész, szobrászművész, tudós, feltaláló († 1519)
- 1642 – II. Szulejmán, az Oszmán Birodalom 21. szultánja († 1691)
- 1682 – Jan van Huysum németalföldi festő († 1749)
- 1684 – I. Katalin orosz cárnő  († 1727)
- 1707 – Leonhard Euler svájci matematikus († 1783)
- 1718 – Kollár Ádám Ferenc magyar jogtudós, császári és királyi tanácsos, a bécsi királyi könyvtár igazgatója († 1783)
- 1771 – Karl Philipp zu Schwarzenberg herceg, tábornagy, osztrák császári hadvezér († 1820)
- 1792 – Lányi Sámuel vízépítő mérnök, festőművész († 1860)
- 1793 – Friedrich Georg Wilhelm von Struve német csillagász, földmérő († 1864)
- 1804 – Bezerédj Amália a magyar gyermekirodalom úttörője († 1837)
- 1809 – Hermann Günther Grassmann porosz matematikus († 1877)
- 1820 – Galambos Márton állatorvos, orvos, honvédorvos († 1872)
- 1863 – Lwoff-Parlaghy Vilma magyar portréfestő, aki Németországban és az Amerikai Egyesült Államokban élt és alkotott († 1923)
- 1880 – Max Wertheimer cseh pszichológus, a pszichológia alaklélektani irányának egyik megalapítója († 1943)
- 1893 – Kiss Ferenc magyar színész, érdemes művész († 1978)
- 1894 – Nyikita Szergejevics Hruscsov szovjet politikus, pártfőtitkár († 1971)
- 1890 – Percy Shaw angol gyáros, feltaláló. Az Ő nevéhez fűződik a macskaszem feltalálása († 1976)
- 1900 – Lukáts Kató magyar grafikusművész, könyvillusztrátor érdemes művész († 1990)
- 1907 – Nikolaas Tinbergen holland etológus és ornitológus aki orvosi Nobel-díjat kapott 1973-ban († 1988)
- 1910 – Miguel Najdorf lengyel zsidó származású argentin sakk nagymester, a szicíliai védelem Najdorf-változatának névadója († 1997)
- 1912 – Kim Ir Szen észak-koreai diktátor († 1994)
- 1915 – Gróf Ödön magyar úszó († 1997)
- 1922 – Graham Whitehead (Alfred Graham Whitehead) brit autóversenyző († 1981)
- 1923 – Ernesto Prinoth olasz autóversenyző († 1981)
- 1924 – Sir Neville Marriner angol karmester, zongoraművész († 2016)
- 1930 – Georges Descrières (er. Georges Bergé) francia színész (Arsène Lupin) († 2013)
- 1933 – Borisz Sztrugackij orosz író  († 2012)
- 1934 – Bodrogi Gyula Kossuth-díjas magyar színművész, a nemzet színésze
- 1935 – Venetianer Pál magyar biológus, az MTA tagja
- 1937 – Frank Vincent, amerikai színész, zenész († 2017)
- 1938 – Claudia Cardinale olasz színésznő
- 1940 – Jeffrey Archer brit író
- 1943 – Györgyfalvay Péter magyar színész
- 1946 – Wellmann György Aase-díjas magyar színész, a Hevesi Sándor Színház örökös tagja
- 1949 – Szigeti Ferenc Máté Péter-díjas magyar zenész, gitáros, zenei producer
- 1950 – Barra Mária a Magyar Rádió bemondója és műsorvezetője, később kommunikációs tanár és coach
- 1954 – Seka (sz. Dorothea Hundley Patton) amerikai pornó színésznő
- 1959 – Emma Thompson Oscar-díjas angol színésznő
- 1959 – Menyhárt Jenő magyar underground zeneszerző, dalszövegíró, gitáros és énekes
- 1960 – Fülöp belga király, Belgium királya
- 1962 – Havassy György magyar bábművész, színész
- 1966 – Samantha Fox angol énekesnő
- 1967 – Dara Torres amerikai úszónő
- 1971 – Gianni Annoni olasz szakács, televíziós műsorvezető
- 1976 – Magyar Éva magyar színésznő
- 1977 – Sub Bass Monster magyar rapper
- 1981 – Goran Nava szerb sprinter
- 1982 – Seth Rogen, amerikai színész
- 1982 – Krusovszky Dénes, József Attila-díjas magyar költő, író, kritikus, műfordító
- 1985 – Orbók Áron magyar színész
- 1987 – Aisea Tohi tongai atléta
- 1987 – Hrepka Ádám magyar labdarúgó, jelenleg az MTK játékosa
- 1990 – Emma Watson angol színésznő
- 1991 – Javier Fernandez spanyol műkorcsolyázó
- 1992 – Antonín Fantiš cseh labdarúgó
- 2005 – Su Burcu Yazgı Coşkun török színésznő

## Halálozások
- 1389 – I. Vilmos bajor herceg  (* 1330)
- 1558 – Hürrem szultána (vagy április 18.), I. Szulejmán szultán felesége (* 1502 körül)
- 1690 – I. Apafi Mihály erdélyi fejedelem (* 1632)
- 1719 – Madame de Maintenon márkinő (sz. Françoise d’Aubigné), XIV. Lajos francia király szeretője, majd titkos felesége (* 1635)
- 1765 – Mihail Vasziljevics Lomonoszov orosz tudós, költő (* 1711)
- 1802 – Végh Péter országbíró (* 1725)
- 1836 – Dukai Takách Judit magyar írónő (* 1795)
- 1865 – Abraham Lincoln az Amerikai Egyesült Államok 16. elnöke, hivatalban 1861–1865-ig (* 1809)
- 1876 – Sina Simon földbirtokos, diplomata és mecénás (* 1810)
- 1892 – Budenz József német származású magyar nyelvtudós, egyetemi tanár, a Magyar Tudományos Akadémia tagja (* 1836)
- 1917 – Murkovics János iskolamester, író, az első Gaj-betűkkel íródott vend nyelvű könyv szerzője (* 1839)
- 1942 – Robert Musil (er. Robert Edler von Musil) osztrák író, műkritikus (* 1880)
- 1951 – Müller Antal magyar szabó, szakiparos, országgyűlési képviselő (* 1885)
- 1957 – Alexandra Viktória schleswig-holstein-sonderburg-glücksburgi hercegnő (* 1887)
- 1973 – Ernst Klodwig német autóversenyző (* 1903)
- 1980 – Jean-Paul Sartre francia filozófus, író (* 1905)
- 1983 – Illyés Gyula háromszoros Kossuth-díjas magyar író, költő, műfordító (* 1902)
- 1986 – Jean Genet francia író, költő, esszéista, radikális politikai aktivista  (* 1910)
- 1988 – Kenneth Williams angol színész („Folytassa” sorozat) (* 1926)
- 1990 – Greta Garbo svéd színésznő (* 1905)
- 1991 – Henkel Gyula magyar színész  (* 1944)
- 1993 – Leslie Charteris (született Leslie Charles Bowyer-Yin) kínai–angol író, forgatókönyvíró, a Simon Templar-történetek szerzője (* 1907)
- 1996 – Elekes Pál Jászai Mari-díjas magyar színész, bábszínész, érdemes művész (* 1929)
- 2001 – Joey Ramone (er. Jeffrey Ross Hyman), a Ramones zenekar énekese, dalszövegírója (* 1951)
- 2005 – Art Cross (Arthur Cross) amerikai autóversenyző (* 1918)
- 2008 – Antal Imre Erkel Ferenc-díjas magyar műsorvezető, zongorista, előadóművész (* 1935)
- 2014 – Ladislav Ballek szlovák író, szerkesztő, főiskolai tanár, Szlovákia prágai nagykövete (* 1941)[6]
- 2020 – Brian Dennehy amerikai színész (* 1938)
- 2020 – Fekete György Kossuth-díjas magyar belsőépítész, szakíró, politikus, MMA elnöke, a nemzet művésze (* 1932)

## Nemzeti ünnepek, emléknapok, világnapok
- Az Anime világnapja [7]
- A művészet világnapja[8]